# Peter Schuster
Peter Schuster (Vienna, 7 marzo 1941) è un chimico teorico austriaco, noto per avere sviluppato, insieme con Manfred Eigen, il modello delle quasispecie.

## Biografia
I suoi studi principali hanno dato un grande contributo alla conoscenza della struttura dei virus e della loro replicazione, oltre che alla conoscenza teorica dell'origine della vita. Si è interessato anche allo studio del legame idrogeno, alla cinetica dello ione idronio in soluzione acquosa, alla dinamica nonlineare di sistemi complessi e a ricerche biochimiche.
È docente emerito di chimica teorica all'Università di Vienna e dal 2006 al 2009 presidente dell'Accademia austriaca delle scienze.
Attualmente insegna chimica teorica all'Università di Vienna ed è direttore fondatore dell'Istituto di Biotecnologia Molecolare di Jena.

### Vita accademica
Dopo la laurea nel 1959 alla Universität Wien in chimica-fisica, nel 1967 con sub auspiciis praesidentis Dr. phil. dal 1968 al 1969 fu Post-Doc-Assistent al Max-Planck-Institut für biophysikalische Chemie di Gottinga, collaboratore del premio Nobel prof. Manfred Eigen, con il quale sviluppò la teoria delle quasispecie.
Nel 1971 riceve l'abilitazione all'insegnamento presso la Universität Wien nell'ambito della chimica teorica e nel 1973 diventa professore ordinario presso la stessa università. Dallo stesso anno è presidente dell'Instituts für Theoretische Chemie e dal 2004 diventa il decano della neonata facoltà di chimica.
Dal 1984 è associato e dal 1992 membro, per la classe matematica-scienze naturali, dell'Accademia austriaca delle scienze.
È Obmann del Kuratoriums della Akademie-Instituts für Biophysik del centro ricerca Röntgen. Dal 2000 al 2003 è vicepresidente dell'Accademia austriaca delle scienze, dal 2006 presidente.
Dal 1992 al 1995 fu presso l'Università di Vienna, direttore dell'Instituts für Molekulare Biotechnologie (oggi Leibniz-Institut für Altersforschung – Fritz-Lipmann-Institut) di Jena.
È socio esterno della facoltà di biologia-farmaceutica della Friedrich-Schiller-Universität Jena e del Santa Fe Institute negli USA.
È membro di diverse associazioni scientifiche; dal 2009 della National Academy of Sciences.
Peter Schuster è autore di nove trattati e di circa 300 pubblicazioni scientifiche.
Nell'autunno 2012 Schuster entra nel senato accademico dell'Università tecnica di Vienna per il periodo 2013-2018.

## Riconoscimenti
- 1971: Premio Theodor Körner per la ricerca
- 1971: Jubiläumspreis der Chemisch-Physikalischen Gesellschaft
- 1983: Premio Erwin Schrödinger dell'Accademia austriaca delle Scienze (Österreichischen Akademie der Wissenschaften)
- 1989: Premio Dr. Asen-Zlatarov dell'Accademia delle Scienze della Bulgaria
- 1995: Premio Philip Morris per la ricerca
- 1995: Medaglia Josef Loschmidt della Società austriaca di chimica (Gesellschaft Österreichischer Chemiker)
- 1997: Premio Città di Vienna per le Scienze naturali
- 1997: Kardinal-Innitzer Würdigungspreis für Naturwissenschaften
- 1999: Wilhelm-Exner-Medaille des Österreichischen Gewerbevereins
- 2010: Großes Silbernes Ehrenzeichen für Verdienste um das Land Wien